# لاکواندا بارکسدیل
لاکواندا بارکسدیل (انگلیسی: LaQuanda Barksdale؛ زادهٔ ۳ اکتبر ۱۹۷۹) بازیکن بسکتبال اهل ایالات متحده آمریکا است.
وی در مسابقات کشوری و بین‌المللی در مجموع برندهٔ ۱ مدال نقره شده‌است.